# Puya pizarroana
Puya pizarroana là một loài thực vật có hoa trong họ Bromeliaceae. Loài này được R.Vásquez, Ibisch & S.Beck mô tả khoa học đầu tiên năm 2003.